# Rhynchocinetes australis
Rhynchocinetes australis is een garnalensoort uit de familie van de Rhynchocinetidae. De wetenschappelijke naam van de soort is voor het eerst geldig gepubliceerd in 1941 door Hale.